# 光叶百脉根
光叶百脉根（学名：Lotus corniculatus var. japonicus）为豆科百脉根属下的一个变种。

## 扩展阅读
- 維基物種上的相關：光叶百脉根